# Jean Christ Wajoka
Jean Christ Wajoka (6 settembre 1992) è un calciatore francese, difensore del Magenta e della Nazionale neocaledoniana.

## Carriera

### Club
Nel 2016, dopo aver militato al Gaïtcha, viene acquistato dal Magenta.

### Nazionale
Ha debuttato in Nazionale il 26 marzo 2016, nell'amichevole Vanuatu-Nuova Caledonia (2-1). Ha partecipato, con la Nazionale, alla Coppa delle nazioni oceaniane 2016.